# 前174年
| 千纪： | 前1千纪 |
| 世纪： | 前3世纪 \| 前2世纪 \| 前1世纪                                                                                         |
| 年代： | 前200年代 \| 前190年代 \| 前180年代 \| 前170年代 \| 前160年代 \| 前150年代 \| 前140年代                               |
| 年份： | 前179年 \| 前178年 \| 前177年 \| 前176年 \| 前175年 \| 前174年 \| 前173年 \| 前172年 \| 前171年 \| 前170年 \| 前169年 |
| 纪年： | 西汉汉文帝前元六年 |

## 大事记
- 匈奴單于冒頓去世，其子老上單于即位

## 逝世
- 古罗马執政官提图斯·昆克修斯·弗拉米尼努斯
- 汉朝淮南王劉長
- 汉朝管侯刘罢军
- 匈奴冒頓單于